# 酸素燃焼
酸素燃焼（さんそねんしょう）とは、バーナーやボイラーなどの支燃性ガスに、酸素、あるいは酸素濃度を高めたガスを用いた燃焼のことである。この言葉に対し、支燃性ガスに空気を用いる通常の燃焼は、空気燃焼と呼ぶ。支燃性ガスに、酸素濃度を高めた空気を用いた燃焼は、特に酸素富化燃焼(さんそふかねんしょう)と呼び、対して酸素を用いた燃焼を純酸素燃焼(じゅんさんそねんしょう)と呼び区別することもある。

## 特長
空気中の酸素濃度は体積比で約21%しか含まれておらず、残りの大部分が不活性ガスの窒素である。酸素燃焼では、この燃焼に寄与しない窒素を除去、あるいは低減することにより、様々な特長を発揮する。
1. 燃焼効率の向上
酸素燃焼では、窒素に奪われる熱を低減できるため、排気ガスからの熱損失が抑えられ、燃焼効率の向上が図れる。
2. 火炎温度の向上
同じく窒素に奪われる熱を低減できるため、燃焼火炎の温度を向上させることができる。
3. 排ガス量の低減
窒素を除去しているため、その分排ガス量も抑えることができる。
4. 窒素酸化物の低減
純酸素燃焼の場合、起源となる窒素を除去しているため窒素酸化物を大幅に低減することができる。
5. 二酸化炭素の回収
純酸素燃焼、あるいは排ガスを循環させ混合させた酸素燃焼の場合、燃焼後の排出ガスの成分の大部分が水分と二酸化炭素となる。水分は簡便に除去できるため、排出ガスから二酸化炭素を容易に分離・回収することができる。[4][5]

## 用法
酸素燃焼、酸素富化燃焼ともに溶融炉や焼却炉に設置する工業用バーナーの燃焼技術として用いられることが多く、ガラス製造、ゴミ焼却、鉄鋼炉といった大規模な燃焼を必要とする分野で利用されている。工業用以外でも、ガラスを成形するバーナーワークにおいて、高温火炎を作りやすい小型の酸素バーナーを利用した技法がある。
20世紀末から21世紀に入ってからは、地球温暖化対策の一手段として、前節5の特長を生かしたCCS用酸素燃焼技術の研究開発が、世界各地で進められている。さらに最近では、酸素燃焼で得られる高温火炎を利用し、高融点材料の球状化を目的にした利用方法も開発されている。